# Супер-Формула

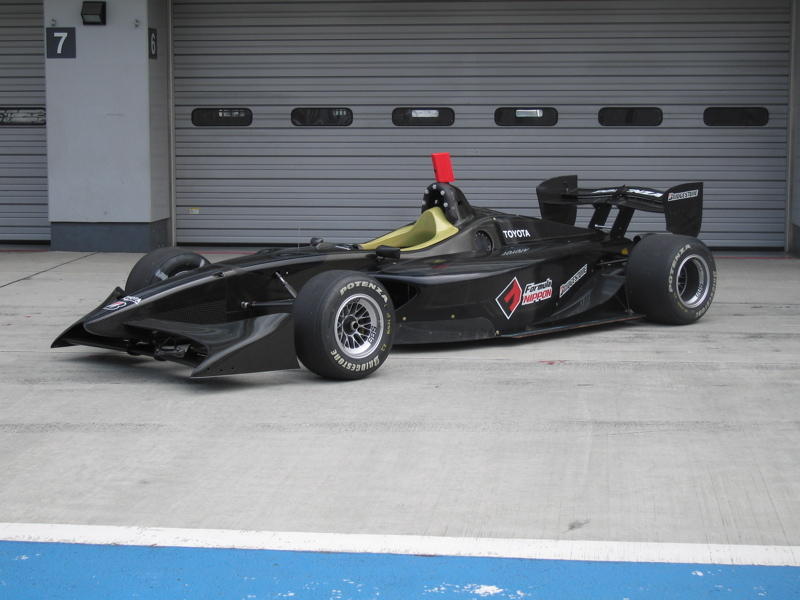
Шасси серии — Swift FN09 (также известное как Swift 017.n).
Использовалось в чемпионате с 2009 по 2013 год.

Супер-Формула (ранее известная как Японская Ф2000, Японская Ф2, Японская Ф3000 и Формула-Ниппон) — автогоночный чемпионат на машинах с открытыми колёсами, являющийся старшим дивизионом формульных гонок в Японии.

## История чемпионата

### Вехи
| Наименование серии | Наименование серии    |
| Годы               | Название серии        |
| ------------------ | --------------------- |
| 1973—1977          | Японская Формула-2000 |
| 1978—1986          | Японская Формула-2    |
| 1987—1995          | Японская Формула-3000 |
| 1996—2012          | Формула-Ниппон        |
| с 2013             | Супер-Формула         |

Чемпионат национальной Формулы-2000 создан в 1973 году; спустя пять лет организаторы пересмотрели регламент серии в пользу весьма популярного в те годы класса Формула-2. Подобный формат соревнования прожил до 1987 года (на два года дольше, чем в Европе), после чего был принят доказавший свою жизнеспособность регламент Формулы-3000.
Следующий раскол с европейскими автоспортивными структурами состоялся накануне сезона-1996, когда японские организаторы не поддержали серию мер, направленных на удешевление класса и пошли своим путём. Дабы дополнительно подчеркнуть некоторые отличия своего чемпионата от Международной Ф3000 японцы изменили название класса на Формула-Ниппон.

### Производители и регламент
Одним из факторов последнего раскола было нежелание организаторов закрывать в серию путь новым производителям, создавая из него моночемпионат. Длительное время в серии одновременно присутствовало сразу несколько поставщиков

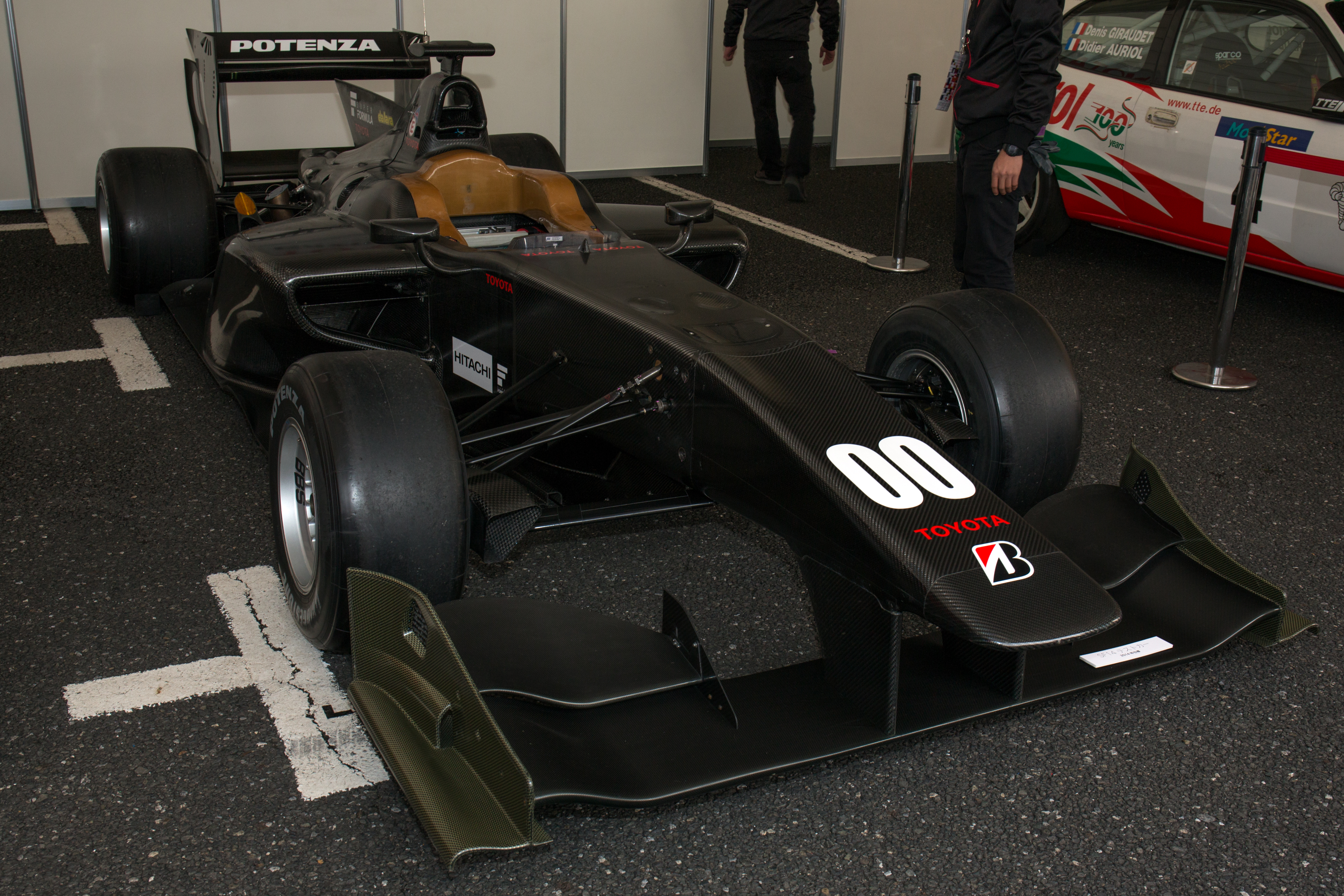
Шасси — Dallara SF14.
Использовалось в чемпионате с 2014 по 2018 годы.

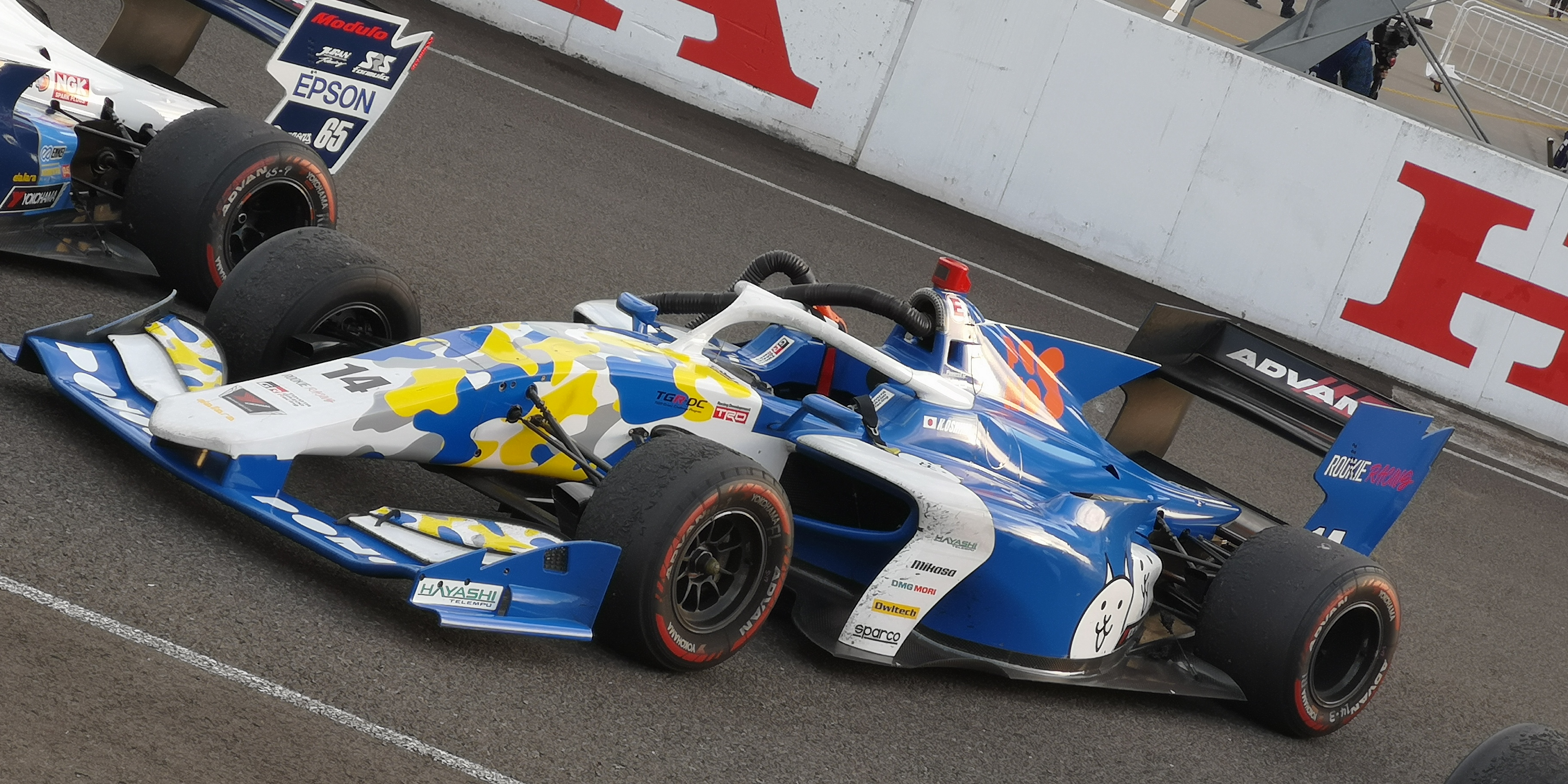
Шасси — Dallara SF19.
Использовалось в чемпионате с 2019 по 2022 годы.

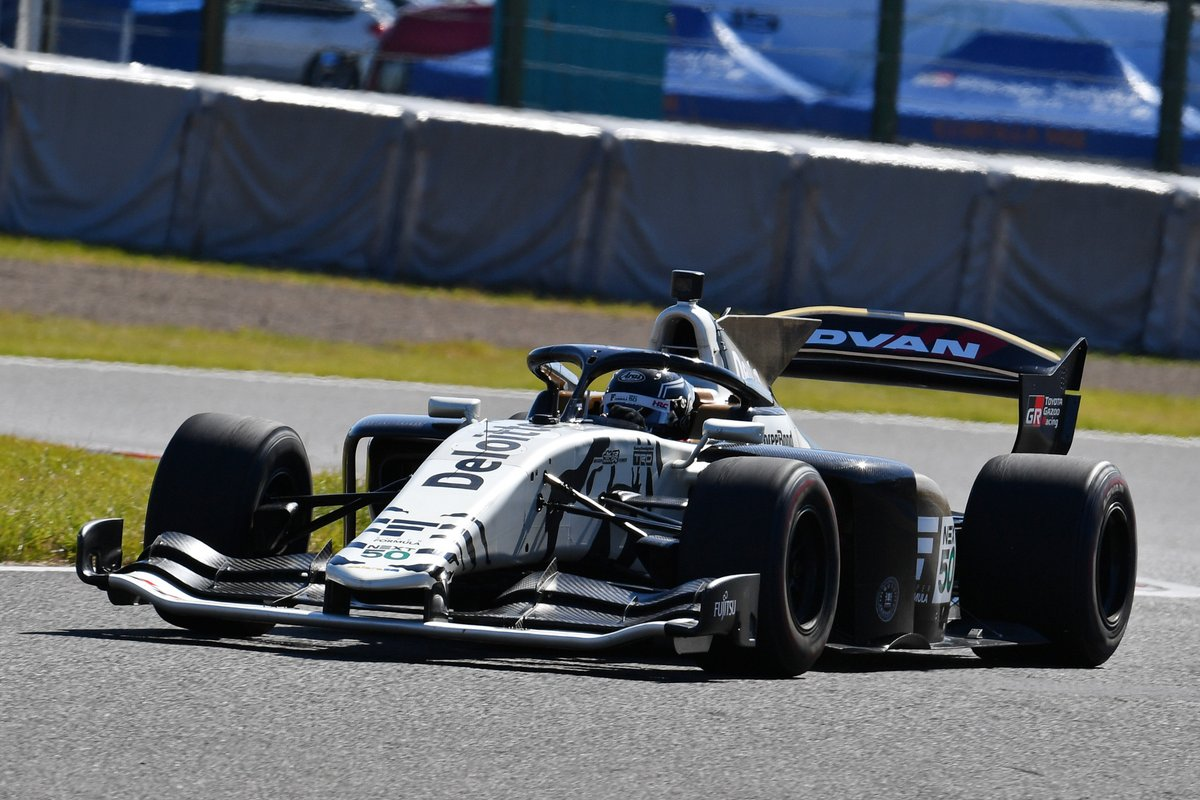
Шасси — Dallara SF23.
Используется в чемпионате с 2023 года.

шасси: Lola, Reynard и G-Force; а также ряд производителей двигателей: сначала весьма популярны были двигатели Cosworth, позже они были вытеснены продукцией Mugen-Honda.
Однако в первой половине 2000-х организаторы вынуждены были согласиться на одного производителя шасси (в это время закрыли своё производство компании Эдриана Рейнарда, Чипа Ганасси и Кена Андерсона). Стартовое поле превратилась в набор одинаковых машинок Lola B03/50, оснащённых двигателями Mugen-Honda. Дабы как-то создать техническую конкуренцию, командам было разрешено самостоятельно дорабатывать силовые установки.
В 2006 году в серии произошла смена технического регламента: Lola Cars представила своё новое детище — шасси Lola FN06; производителями двигателей выступили сразу две компании: Honda и Toyota, чья продукция была чуть изменённой силовой установкой, применявшеся в те года в североамериканском первенстве IRL IndyCar. По прежнему разрешалась дополнительная доработка мотора.

### Участники серии
Несмотря на равный или чуть более технически развитый регламент серии, Супер-Формула всегда была чуть менее значимым соревнованием, чем Международная Ф3000 и GP2. В ней, как правило, участвовали пилоты, не находившие достаточного финансирования на европейские формульные чемпионаты. Однако и те, кто гонялись в Японии позже иногда пробивались в Формулу-1 и делали себе там имя. Например подобный путь удался двум чемпионам серии — Ральфу Шумахеру и Педро де ла Росе. а также одному вице-чемпиону — Эдди Ирвайну. Пьер Гасли, чемпион серии GP2 2016 года, занял в сезоне Супер-Формулы 2017 второе место с отставанием от победителя в пол-очка и также в дальнейшем попал в Формулу-1 в команду Торо Россо.
В последние годы большинство пилотов Супер-Формулы параллельно выступают в японском GT чемпионате Super GT. Так же в серии параллельно выступают много пилотов из чемпионата FIA WEC.

### Очковая система
Начиная с сезона-2020, применяется следующая система начисления очков:
| Место | 1  | 2  | 3  | 4 | 5 | 6 | 7 | 8 | 9 | 10 |
| ----- | -- | -- | -- | - | - | - | - | - | - | -- |
| Очки  | 20 | 15 | 11 | 8 | 6 | 5 | 4 | 3 | 2 | 1  |

| Место | 1 | 2 | 3 |
| ----- | - | - | - |
| Очки  | 3 | 2 | 1 |

## Чемпионы
| Сезон | Личный зачёт           | Командный зачёт               |
| ----- | ---------------------- | ----------------------------- |
| 1973  | Мотохару Куросава      |                               |
| 1974  | Норитакэ Такахара      |                               |
| 1975  | Кодзуёси Хосино        |                               |
| 1976  | Норитакэ Такахара      |                               |
| 1977  | Кодзуёси Хосино        |                               |
| 1978  | Кодзуёси Хосино        |                               |
| 1979  | Кэйдзи Мацумото        |                               |
| 1980  | Масахиро Хасэми        |                               |
| 1981  | Сатору Накадзима       |                               |
| 1982  | Сатору Накадзима       |                               |
| 1983  | Джефф Лиз              |                               |
| 1984  | Сатору Накадзима       |                               |
| 1985  | Сатору Накадзима       |                               |
| 1986  | Сатору Накадзима       | Heroes Racing                 |
| 1987  | Кодзуёси Хосино        | Hoshino Racing                |
| 1988  | Агури Судзуки          | Footwork Racing International |
| 1989  | Хитоси Огава           | Dome                          |
| 1990  | Кодзуёси Хосино        | Team Impul                    |
| 1991  | Укио Катаяма           | Cabin Racing/Heroes Racing    |
| 1992  | Мауро Мартини          | Team Nova                     |
| 1993  | Кодзуёси Хосино        | Team Impul                    |
| 1994  | Марко Апичелла         | Team Le Mans                  |
| 1995  | Тосио Судзуки          | Nakajima Racing               |
| 1996  | Ральф Шумахер          | Team Le Mans                  |
| 1997  | Педро де ла Роса       | Team Nova                     |
| 1998  | Сатоси Мотояма         | Team Le Mans                  |
| 1999  | Том Коронел            | Nakajima Racing               |
| 2000  | Тораносукэ Такаги      | Nakajima Racing               |
| 2001  | Сатоси Мотояма         | Team 5Zigen                   |
| 2002  | Ральф Фёрман           | Nakajima Racing               |
| 2003  | Сатоси Мотояма         | Team Impul                    |
| 2004  | Ричард Лайонс          | DoCoMo Team Dandelion         |
| 2005  | Сатоси Мотояма         | Team Impul                    |
| 2006  | Бенуа Трелуйе          | Team Impul                    |
| 2007  | Цугио Мацуда           | Team Impul                    |
| 2008  | Цугио Мацуда           | Team Impul                    |
| 2009  | Лоик Дюваль            | Nakajima Racing               |
| 2010  | Жоао Пауло де Оливейра | Team Impul                    |
| 2011  | Андре Лоттерер         | Petronas Team TOM’S           |
| 2012  | Кадзуки Накадзима      | NTT docomo Team               |
| 2013  | Наоки Ямамото          | Petronas Team TOM’S           |
| 2014  | Кадзуки Накадзима      | Petronas Team TOM’S           |
| 2015  | Хироаки Исиура         | Petronas Team TOM’S           |
| 2016  | Юдзи Кунимото          | INGING                        |
| 2017  | Хироаки Исиура         | INGING                        |
| 2018  | Наоки Ямамото          | Kondo Racing                  |
| 2019  | Ник Кэссиди            | DoCoMo Team Dandelion Racing  |
| 2020  | Наоки Ямамото          | Vantelin Team TOM’S           |
| 2021  | Томоки Нодзири         | carenex Team Impul            |
| 2022  | Томоки Нодзири         | Team Mugen                    |
| 2023  | Ритомо Мията           | Team Mugen                    |
| 2024  | Сё Цубои               | Docomo Team Dandelion Racing  |